# Петр (Кончуев)
Епископ Петр (в миру Пётр Дави́дович Кончошви́ли, груз. პეტრე დავითის ძე კონჭოშვილი или Кончуев; 1839 — 5 (18) февраля 1909, Тифлис) — епископ Русской православной церкви, епископ Горийский, викарий Грузинского Экзархата. Духовный писатель.

## Биография
Родился в 1839 году в семье священника Тифлисской епархии.
В 1859 году окончил Тифлисскую духовную семинарию.
Был преподавателем Телавского духовного училища.
В 1861 году рукоположен во иерея и определён благочинным Джавских приходов в Южной Осетии.
В 1865 году переведён в Ингилойский Кахский приход.
В 1868 году — священник Тифлисского Сионского собора, законоучитель и настоятель церкви Закавказского дев. института.
В 1880 году возведён в сан протоиерея. Был законоучителем и настоятелем церкви в Закавказском девичьем институте.
13 ноября 1905 года был пострижен в рясофор и в тот же день в Сионском Успенском соборе в Тифлисе хиротонисан во епископа Алавердского без пострижения в иночество. Чин хиротонии совершали: архиепископ Карталинский, Экзарх Грузии Николай (Налимов), епископ Имеретинский Леонид (Окропиридзе) и епископ Горийский Евфимий (Елиев).
С июля 1905 по 6 апреля 1907 года временно управлял Бакинским викариатством Карталинской епархии.
С 6 апреля 1907 года — епископ Горийский, викарий Грузинского Экзархата.
Участвовал в исправлении грузинской Библии и грузинских богослужебных книг, совершил паломничество в Иерусалим и другие святые места, опубликовал записки с описанием путешествия.
Скончался 5 февраля 1909 года в Тбилиси, похоронен в Алавердском соборе в Кахетии.

## Сочинения
- «Путешествие в святой год Иерусалим и на св. Афонскую гору» (на грузинском языке). Тбилиси, 1901.
- «Две речи (на русском языке)». Тбилиси, 1907.
- «Грузинская Библия». (Критический обзор издания Грузино-Имеретинской Синодальной Конторы). Журнал «Моамбэ» 1896, № 2.
- «Нынешнее состояние церковно-богослужебных книг (на грузинском языке)». Журнал «Моамбэ» 1893, № 3.
- «Учение о Законе Божием и Заповедях».
- «Вопросы на исповеди».